# 15. huzarski polk (Avstro-Ogrska)
Za druge 15. polke glejte 15. polk.
15. huzarski polk je bil konjeniški polk avstrijske vojske.

## Zgodovina
Polk je bil ustanovljen leta 1701. 

### Prva svetovna vojna
Polkovna narodnostna sestava leta 1914 je bila sledeča: 91% Madžarov in 9% drugih.
Polkovne enote so bile garnizirane v Gyöngyösu (štab, I. divizion) in Miskolcu (II. divizion).

## Poveljniki polka
- 1879: Alois Pokorny[3]
- 1908: Karl von Henriquez[4]
- 1914: Alfons Van der Sloot von Vaalmingen[5]